# Egyptens tjugonde dynasti
Egyptens tjugonde dynasti varade omkring 1190-1070 f.Kr. (enligt den låga kronologin). Dynastin räknas till det Nya riket i det forntida Egypten. Den mest välkända av den tjugonde dynastins faraoner var Ramses III. Faraonerna av den tjugonde dynastin regerade från Thebe. Nya rikets storhetstid kom definitivt till sitt slut efter Ramses III:s död. Den sista härskaren av dynastin avsattes av guden Amons överstepräst.
Under den tjugonde dynastins genomfördes Nya rikets sista stora byggnadsprojekt i Medinet Habu: Ramses III:s begravningstempel, vilket befästes kraftigt. Egypten gick in i en turbulent period med gränsstrider och försämrad ekonomi. "Harris 1 papyrusen" från denna tid påvisar dock de enorma rikedomar som tillhörde rikets tempel, framförallt guden Amons prästerskap i Thebe.

## Faraoner
- Setnakhte
- Ramses III
- Ramses IV
- Ramses V
- Ramses VI
- Ramses VII
- Ramses VIII
- Ramses IX
- Ramses X
- Ramses XI